# Pinsà muntanyenc negre
El pinsà muntanyenc negre (Leucosticte atrata) és una espècie d'ocell de la família dels fringíl·lids (Fringillidae) que habita zones rocoses oberts, vegetació alpina i zones amb glacials a les muntanyes centrals d'Idaho, Montana, Wyoming, sud-est d'Oregon, Nevada i Utah, baixant de nivell en hivern.